# Bukit Baling
Bukit Baling is een bestuurslaag in het regentschap Muaro Jambi van de provincie Jambi, Indonesië. Bukit Baling telt 6509 inwoners (volkstelling 2010).